# Sultanat d'Adal
 (juillet 2024).
La mise en forme du texte ne suit pas les recommandations de Wikipédia : il faut le « wikifier ».
Les points d'amélioration suivants sont les cas les plus fréquents. Le détail des points à revoir est peut-être précisé sur la page de discussion.
- Les titres sont pré-formatés par le logiciel. Ils ne sont ni en capitales, ni en gras.
- Le texte ne doit pas être écrit en capitales (les noms de famille non plus), ni en gras, ni en italique, ni en « petit »…
- Le gras n'est utilisé que pour surligner le titre de l'article dans l'introduction, une seule fois.
- L'italique est rarement utilisé : mots en langue étrangère, titres d'œuvres, noms de bateaux, etc.
- Les citations ne sont pas en italique mais en corps de texte normal. Elles sont entourées par des guillemets français : « et ».
- Les listes à puces sont à éviter, des paragraphes rédigés étant largement préférés. Les tableaux sont à réserver à la présentation de données structurées (résultats, etc.).
- Les appels de note de bas de page (petits chiffres en exposant, introduits par l'outil «  Source ») sont à placer entre la fin de phrase et le point final[comme ça].
- Les liens internes (vers d'autres articles de Wikipédia) sont à choisir avec parcimonie. Créez des liens vers des articles approfondissant le sujet. Les termes génériques sans rapport avec le sujet sont à éviter, ainsi que les répétitions de liens vers un même terme.
- Les liens externes sont à placer uniquement dans une section « Liens externes », à la fin de l'article. Ces liens sont à choisir avec parcimonie suivant les règles définies. Si un lien sert de source à l'article, son insertion dans le texte est à faire par les notes de bas de page.
- La présentation des références doit suivre les conventions bibliographiques. Il est recommandé d'utiliser les modèles {{Ouvrage}}, {{Chapitre}}, {{Article}}, {{Lien web}} et/ou {{Bibliographie}}. Le mode d'édition visuel peut mettre en forme automatiquement les références.
- Insérer une infobox (cadre d'informations à droite) n'est pas obligatoire pour parachever la mise en page.

Pour une aide détaillée, merci de consulter Aide:Wikification.
Si vous pensez que ces points ont été résolus, vous pouvez retirer ce bandeau et améliorer la mise en forme d'un autre article.
1415–1577
Entités précédentes :
- Sultanat d'Ifat

Entités suivantes :
- Sultanat d'Harar

Le sultanat d'Adal, l'empire d'Adal, ou le Bar Saʿad dīn (en somali Boqortoyadi Awdal, en arabe دال سلطنة) est un ancien État de la Corne de l'Afrique, qui a existé de 1415 à 1577.
Le sultanat a été formé au nord de la Somalie sur les ruines de l'ancien sultanat d'Ifat quand Sabr ad-Din III (en) est revenu de son exil au Yémen pour récupérer le royaume de son père, il bat ensuite les Éthiopiens et se proclame « roi d'Adal ». Il devint par la suite le premier dirigeant et fondateur de la nouvelle dynastie Adal. Le royaume est décrit comme le plus puissant de la région.
Son histoire est marquée par les guerres contre l'Éthiopie, notamment par les règnes de Jamal ad-Din II (1424-1433), Arwe Badlay (1433–1445) puis par la régence d'Ahmed Ibn Ibrahim Al-Ghazi (1527-1543) et de Nur Ibn al-Wazir (1543-1567).

## Géographie
Le sultanat à son apogée s'étendait de la ville portuaire de Suakin au Soudan jusqu'à couvrir l'ensemble des plaines d'Afar jusqu'aux montagnes Shewa pour finir au Cap de Guardafui en Somalie,.
Le sultanat de Mogadiscio était également un État tributaire d'Adal sous Badlay ibn Sa'ad ad-Din.

## Histoire

### Origines
La royauté Walashma d'Ifat et d'Adal prétendait posséder des traditions généalogiques arabes,. En termes de lignée, les traditions Walashma remonteraient leur descendance jusqu'aux Banu Makhzum selon Al-Maqrizi. Mais les traditions du sultanat d'Ifat prétendent retracer leur généalogie jusque Akīl ibn Abī Tālib, le frère du Calife 'Alī ibn Abī Ṭālib. Cependant, l'histoire apologétique semi-légendaire de la dynastie affirme que le premier sultan d'Ifat, ʿUmar ibn-Dunya-hawz, avait comme ancêtre le fils du Calife ʿAlī, al-Hasan. Celui-ci n’est soutenu ni par Maqrizi, ni par la chronique des Walashma. La plupart des sources s'accordent sur le fait qu'Umar est le fondateur de la dynastie et proclame avoir des origines de Quraysh.
La plupart des historiens, notamment Enrico Cerulli et J. Spencer Trimingham considèrent la dynastie Walashma comme étant d'origine locale,. Cerulli affirme que selon les chroniques de Harar, le Saint Somalien du Xe siècle AwBarkhadle  était le cinquième ancêtre de ʿUmar ibn DunyaHuz,,. Ioan Lewis mentionne également que dans un court manuscrit médiéval intitulé « Les dirigeants du pays de Sa'ad ad-Din », Barkhadle est reconnu comme l'un des ancêtres des Walashma. J. Spencer Trimingham note que, selon les traditions locales, il aurait vécu plus de 500 ans, plaçant sa mort au début du XVIe siècle,. Mais néanmoins Ioan Lewis situe la mort de Barkhadle vers l'an 1190 apr. J.-C.. Certains dirigeants de la dynastie Walashma seraient également enterrés sur le site d'Aw-Barkhadle, dans l'actuelle région de Somaliland. En tant que descendants de Barkhadle, on disait que le succès, la longévité et l'influence des Walashma étaient dus à leurs origines natives. Après l'arrivée de l'Islam, tous les Somaliens revendiquaient une descendance fictive jusqu'à Akīl ibn Abī Tālib (en), cela aurait pu expliquer pourquoi les Walashma aussi revendiquaient cette même généalogie.

### Formation de l'Adal (XIIIesiècle)
Les premières mentions d'Adal dans les sources historiques remontent à la fin du XIIIe siècle. En 1288, le souverain d'Ifat conquiert plusieurs principautés musulmanes, dont Adal. Le nom Adal pourrait dériver du nom du peuple Afàr, ce qui laisse penser que la population d’origine était en partie afare. Il est aussi possible qu’Adal ait d’abord été une ville, dont le nom fut étendu à toute une région. Le premier auteur arabe à mentionner Adal est  Al-‘Omarī qui la cite parmi les sept « villes mères » du sultanat d'Ifat. Les chroniques éthiopiennes parlent également d’Adal, parfois comme une grande région, parfois comme une « terre dévastée ».
Après 1288, Adal semble retrouver une souveraineté partielle. Pendant les guerres d'Amda Seyon contre les musulmans, les actions d'Adal sont indépendantes de celles d'Ifat : elle se soulève seule, soutient le cadi Salih (en), puis s’allie au souverain d’Ifat Jamal ad-Din I (en), sans lui être subordonnée. Mais après la mort de son roi et la chute de sa capitale, Adal doit se soumettre.

### Rebellion d'Haqq aq-Din II (XIVesiècle)
Haqq ad-Din II (en) fut le premier Sultan à déplacer la capitale d'Ifat dans la région d'Adal, c'est pourquoi Taddesse Tamrat le considère comme "Le fondateur du Royaume d'Adal tel que nous le connaissons dans sa lutte prolongée contre l'Abyssinie",. En raison de l'antipathie que le reste des Walashma avaient envers son père Ahmad pour sa collaboration avec les Éthiopiens, Haqq ad-Din a commencé sa carrière de hors-la-loi en désaccord avec son grand-père Ali ibn Sabr ad-Din et son oncle Mola Asfah. Il est décrit comme possédant un grand savoir Islamique et avec le temps est devenu le leader d'un groupe militant islamique de la région. Une fois entouré de nombreux partisans, il déclare la guerre aux autres membres de sa famille et il s'ensuit une guerre civile dans laquelle ses relatifs se tournèrent vers l'Empereur Newaya Krestos pour obtenir de l'aide. Après avoir combiné leurs armées, ils marchèrent vers Haqq ad-Din, puis des batailles suivent dans lesquelles Haqq ad-Din vainc leur coalition et son oncle Mola Asfah fut tué au combat. Haqq ad-Din entra triomphalement dans la ville d'Ifat, où il place son grand-père comme gouverneur, bien qu'il fonde une nouvelle capitale à Wahal (Trimingham appelle cette nouvelle ville "Wafat"). Taddesse Tamrat note que si ce nouvel emplacement a contribué à préserver l'autonomie d'Ifat, il a eu un coût dans la mesure où il a renoncé à toute influence politique dynastique sur Shewa et les royaumes voisins de Dawaro, Hadiya et Bale.
Après son règne d'approximativement 10 ans, Haqq ad-Din II fut remplacé par Sa'ad ad-Din II en 1386 qui continua sa guerre sainte tout en combattant à la fois les royaumes de Hadiya et le peuple de Zalan, qui étaient tous deux des alliés à l'Abyssinie. Cependant, en réponse à la puissance musulmane croissante dans la région, l'Empereur Dawit I renforça les défenses éthiopiennes le long de la frontière et établit sa Cour Royale à Tilq dans la région du Fatajar. Malgré ces mesures, la pratique de Sa'ad ad-Din consistant à effectuer des raids rapides sur le territoire éthiopien représentait un défi difficile pour Dawit.
Il y eut plusieurs batailles, mais ce n'est que lorsque le Sultan affronta le général Abyssin "Barwa" qu'il connut une défaite désastreuse. Il parvient à s'enfuir indemne et se refugia à Zeilah avec les armées Abyssiniennes à ses trousses. Comme l'historien Al-Maqrizi nous le raconte; l'armée abyssinienne assiégea la ville et priva le Sultan d'eau, Sa'ad ad-Din se battit sans cesse mais après trois jours, il fut à court d'eau, et à cause de ses blessures notamment au front, il s'écroula au sol ou il fut ensuite "transpercé par leurs épées".
Avec la mort de Sa'ad ad-Din, ses dix fils se réfugient au Yémen chez les Rassoulides à la cour du Sultan "Ahmad bin al-Achraf".
Le tombeau de Sa'ad ad-Din est resté un lieu sacré pendant des siècles à Zeilah. Il fut visité par l'explorateur Richard Burton en 1854, qui le décrivit comme « un monticule de pierres brutes entourant un poteau vertical » près du cimetière, décoré de « restes de banquets votifs, de pierres brisées, d'ordures séchées et de pierres noircies par le feu » montrant comment il était "à juste titre loué" comme l'actuel Saint préféré de Zeilah. Trimingham note qu'au moment où il écrivait son livre (vers 1950), le tombeau avait été détruit par l'avancée de la mer. De plus, les îles Sa'ad ad-Din, au large de Zeilah, sont nommées en l'honneur de Sa'ad ad-Din II où il serait apparemment mort,.

### Le retour des Walashma et les reconquêtes de Sabr ad-Din III (1415-1422)
Approximativement 10 ans après la mort de son père, Sabr ad-Din III revient de son exil au Yémen dans le but de récupérer le royaume qu'il avait autrefois perdu. Accompagné de ses frères ils se réunirent à Sayara, un village dans le nord de l'actuel Somaliland. Là-bas, ils se réunirent tous avec d'anciens soldats et partisans de Sa'ad ad-Din. Une fois regroupés, Sabr ad-Din et son armée commença une reconquête des anciens territoires d'Ifat en battant les armées Abyssiniennes à la bataille de Serjan et à la bataille de Zikr Amhara, malgré leur nombre inférieur. Durant sa campagne, Sabr ad-Din reçut une opposition farouche face à un général Abyssinien qui avait à sa commande 20 000 hommes dont la mission était de reconquérir les terres perdues et d'arrêter Sabr ad-Din. En raison de leur manque de préparation face à cette offensive, les Musulmans souffrirent de faim, soif et d'autres privations.
Après avoir repris des forces, Sabr ad-Din envoya son frère Muhammad avec Harb Jaush, un déserteur du côté éthiopien, pour mettre fin à cette force abyssinienne. Quand les deux armées se rencontrèrent au combat, le commandant du Roi et de nombreux autres dirigeants chrétiens tombèrent au combat et leur armée fut décimée à l'exception de quelques-uns d'entre eux qui réussirent à s'échapper. Grâce à cette victoire, les Musulmans capturèrent une quantité considérable de butin, Sabr ad-Din s'empara aussi en même temps de la région. Par la suite de ces évènements, il se dirigea vers le quartier général du Roi où une bataille féroce eut lieu au cours de laquelle de nombreux nobles chrétiens tombèrent, après quoi Sabr ad-Din mit le feu à leur quartier général.
Après cette campagne, le Sultan rentra alors victorieux dans sa nouvelle capitale de Dakkar, où il ordonna à ses compagnons et partisans de poursuivre la guerre. Il confia plus tard à son frère Muhammad la tâche de capturer un fort à Barut puis ordonna à l'un de ses commandants, Omar, d'attaquer le pays de Jab.
Après un règne fructueux, Sabr ad-Din mourut de cause naturelle en 1422, laissant le royaume à son frère; Mansur Saʿad ad-Din.

### Le règne de Muhammad ibn Azhar ad-Din (1488-1518)
Celui-ci règne ensuite jusqu'en 1518. Il fait la paix avec le roi d'Éthiopie Naod, mais l’émir fanatique[pas clair] de Harar, Mahfouz, profite des moments de jeûne imposés par l’Église copte pour lancer des raids contre les Éthiopiens[pas clair].
En 1516, renforcé par des troupes et un étendard venus d’Arabie, il lance une expédition contre le Fatajar. Dawit II lui tend une embuscade et le tue en juillet 1517, puis envahit l’Adal où il détruit le palais du sultan au moment où la flotte portugaise de Lope Soares[Qui ?] prend Zeilah et brûle la ville.
L'assassinat du sultan Muhammad en 1518 plonge l'Adal dans l'anarchie.

### Le règne d'Abu Bakr
En juillet/août 1520, le sultan Abu Bakr, fils de Muhammad, transfère sa capitale de Däkär à Harar.
Avec l'aide du garad[pas clair] Abun ibn Adash, il rétablit l’ordre dans le royaume. En 1525, il le tue parce qu'il s'oppose à sa politique de conciliation avec les chrétiens.
Un des partisans d'Abun, l’imam Ahmed Ibn Ibrahim Al-Ghazi, devient le chef de l'opposition au sultan. Son mariage avec une fille de Mahfouz lui assure le soutien des extrémistes religieux. En 1526, renforcé par ses premières victoires sur les Éthiopiens, il élimine Abu Bakr, qu'il remplace par son frère Umar Din, et prend le titre d'imam[pas clair]. De fait, le pouvoir est détenu par Ahmed.

### La régence d'Ahmed Al-Ghazi (1526-1543)
En 1527, Ahmed Al-Ghazi refuse de payer le tribut à Dawit II, déclenchant les hostilités de la guerre adalo-éthiopienne.
Attaqué par l’armée éthiopienne du gouverneur du Bali, Ahmed la défait aussitôt, puis reforme ses troupes avec la masse des Somalis fanatisés et lance la guerre sainte en 1529. En mars, il remporte une bataille à Sembera Kure, mais ne peut avancer à cause de la défection de ses troupes.
Il reprend l'offensive en 1531 avec une armée mieux organisée. En deux ans, il s'empare des trois quarts de l'Éthiopie, atteignant la côte du Tigré en 1535.
Dawit II, traqué, fait appel aux Portugais, qui débarquent 400 hommes à Massaoua en juillet 1541. Éthiopiens et Portugais battent les troupes d'Ahmed Al-Ghazi en avril 1542 grâce à leurs armes à feu.
Celui-ci se replie, puis renforcé par 900 mousquetaires et dix canons reçus du pacha des Turcs de Zabid au Yémen, il reprend l'offensive et met les Portugais en déroute le 28 août 1542 à la bataille de Wofla. Mais le 21 février 1543, ses troupes sont surprises et décimées par l’empereur Gelawdéwos d'Éthiopie à la bataille de Wayna Daga, près du lac Tana, où il est lui-même tué. Privés de leur chef, ses soldats se dispersent et sont taillés en pièces dans leur fuite vers l’Adal.

### La régence de Nur ibn al-Wazir (1543-1567)
Nur ibn al-Wazir Mujahid, son neveu, prend le titre d'émir, encouragé par sa veuve, Bati Del Wambara qui lui promet le mariage en cas de victoire.
En 1550-1551, Harar est mise à sac par les Éthiopiens en réplique à ses premières attaques. Nur ibn al-Wazir subit les attaques des Oromos, qui profitent de l'affaiblissement des deux antagonistes après la guerre, et doit fortifier Harar.
En 1559, il envahit le Fatajar. Le roi Gelawdéwos d'Éthiopie est battu et tué le 23 mars, à la bataille de Fatagar (en).
Nur ibn al-Wazir Mujahid meurt de la peste en 1567.

### Fin du sultanat (1567-1577)
Après sa mort, le sultanat subit les attaques des Oromos, repoussés par Sarsa Dengel d'Éthiopie (1550-1597) et se divise.
En 1577, le petit-cousin d'Ahmed, Ibrahim Gasa, quitte Harar et fonde le sultanat d'Aussa avec pour capitale Assayta en pays afar.

## Cartes

Chronologie
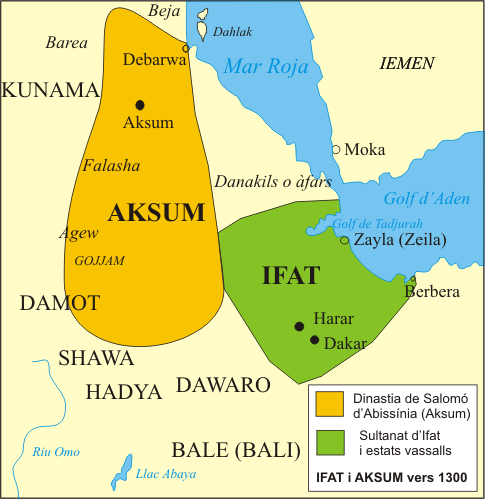
Le sultanat d'Ifat vers 1300.
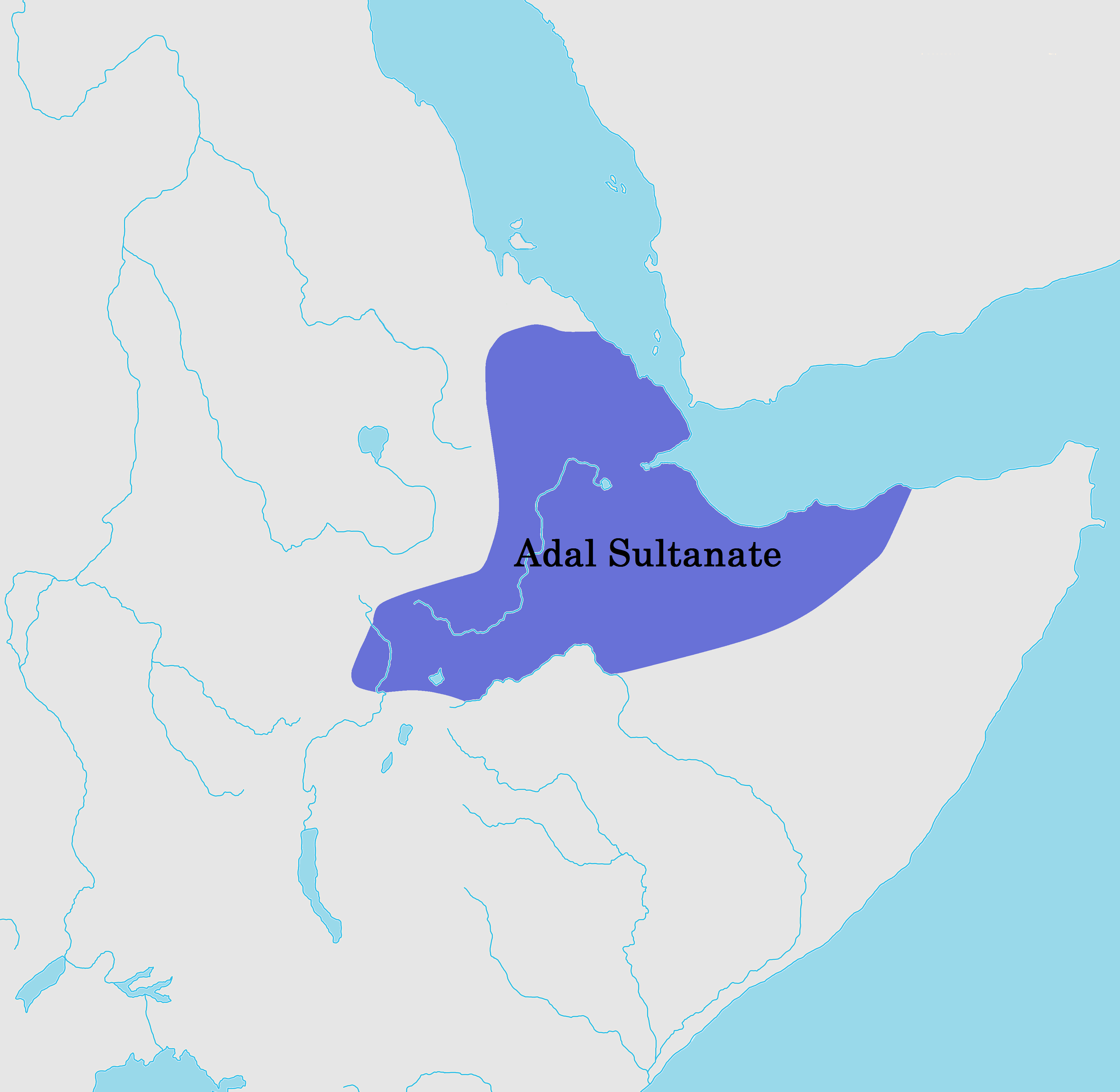
Le sultanat d'Adal à son apogée.
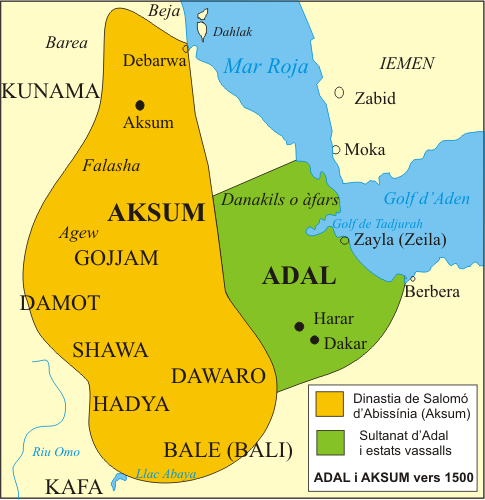
Le sultanat d'Adal vers 1500.
Le sultanat d'Adal vers 1530.